# Acme (文本编辑器)
Acme是源于贝尔实验室9号计划操作系统的文本编辑器与图形交互界面（shell），由罗勃·派克开发，支持Sam编辑器的命令。它的界面设计源自Oberon操作系统。与其他编辑环境相比其独特之处在于它以9P服务器的形式运行，并依赖鼠标组合键与用户交互。

## 概述
用户可以用Acme收发邮件、阅读新闻，或者将其当作访问文件系统的前端。外部组件通过编辑器的文件系统接口实现这些功能。罗勃·派克称他曾为这样一个“万能”的文本编辑器的名字苦恼，直到有一次在时报广场看夜场电影时，受潘恩启发取名“Acme”。

## 移植情况
Inferno操作系统默认包含Acme的移植版。而Inferno可以在其他操作系统中以应用程序身份运行，这使得Inferno版本的acme可以在含 Microsoft Windows与GNU/Linux在内的多数系统中运行。也有名为acme: stand alone complex 的项目旨在令acme能独立运行于宿主操作系统。
Plan 9 from User Space项目提供了一系列移植自9号计划的程序，其中就包括可在类Unix系统下运行的移植版acme。这个移植版已在诸如Linux、Mac OS X、FreeBSD、NetBSD、OpenBSD、Solaris以及SunOS等系统下经过测试。

## 著名Acme用户
- 丹尼斯·里奇 [6]
- Russ Cox
- Rob Pike（Acme作者）

## 引用来源
1. ↑  .   [2014-04-18]. （原始内容存档于2014-08-17）.
2. ↑  . Vita Nuova.   [2019-08-09]. （原始内容存档于2019-08-09）.
3. ↑  UC Berkeley. .   [2014-02-13]. （原始内容存档于2015-11-04）.
4. ↑  . cat-v.   [2013-01-25]. （原始内容存档于2013-01-16）.
5. ↑  . caerwyn.com.   [2020-01-19]. （原始内容存档于2009-02-09）.
6. ↑  Jensen-Urstad, Anders. . 15 October 2015  [3 January 2019]. （原始内容存档于2016-09-20）.